# Џон Хјустон
Џон Марселус Хјустон (енгл. John Marcellus Huston; Невејда, 5. август 1906 — Мидлтаун, 28. август 1987) је био амерички филмски режисер и глумац. Написао је сценарија за већину од укупно 37 играних филмова које је режирао, а многи се и данас сматрају класицима: Малтешки соко (1941), Благо Сијера Мадре (1948), Острво Ларго (1948), Џунгла на асфалту (1950), Афричка краљица (1951), Молин Руж, Неприлагођени и Човек који је хтео да буде краљ. Током своје 46-годишње каријере имао је 15 номинација за Оскара, освојивши га двапут, а режирао је и филмове у којима се појављују његов отац Волтер и кћи Анџелика, који су такође освојили Оскара у различитим филмовима.
Већина Хјустонових филмова били су адаптације значајних романа, који често приказују „херојску потрагу”, као што су Моби Дик, или Црвена медаља за храброст. У многим његовим филмовима, различите групе људи, док се боре за заједнички циљ, постају осуђени на пропаст, формирају „деструктивно савезништво”, дајући филмовима драматичну и визуелну напетост. Многи од његових филмова укључују теме као што су религија, смисао, истина, слобода, психологија, колонијализам и рат.
Пре него што је постао холивудски филмски стваралац, био је аматерски боксер, новинар, писац кратких прича, сликар портретиста у Паризу, коњички јахач у Мексику, као и аутор документарних филмова за време Другог светског рата. У Холивудској филмској индустрији Хјустон је често називан „титаном”, „бунтовником” и „ренесансним човеком”. Аутор Ијан Фрир га описује као „сродника Ернеста Хемингвеја”, филмског ствараоца који се „никада није бојао да се суочава са решавањем тешких проблема”.

## Ране године
Џон Хјустон је био једино дете Реје (рођене Гор) и канађанина Волтера Хјустона, чије је оригинално име било Волтер Хофстон. Џонов отац, који је био шкотско-ирског порекла, био је такође глумац, у почетку у водвиљу, а касније и у филмовима. Једном се био одрекао глумачке каријере да би нашао стално запослење као грађевински инжењер, иако се у року од неколико година вратио на сцену. Он ће касније постати веома успешан на Бродвеју, а потом и у филмовима.
Хјустонови родитељи су се развели 1913, када му је било 6 година, те је због тога велики део свог детињства провео у интернатима. Током летних одмора, он је путовао са сваким од својих родитеља одвојено; са својим оцем по водвиљским турнејама, и са својом мајком по коњичким тркама или другим спортским догађајима. Млади Хјустон је у великој мери учио од свог оца док је глумео на сцени, што га је касније увукло у свет глуме. Неки критичари, као што је Лоренс Гробел, претпоставили су да је његов однос према мајци можда био узрок распада његових пет бракова, и зашто ниједна од његових веза није дуго трајала. Гробел је даље написао, „када сам разговарао са неким од његових жена које су га волеле, оне су неминовно тврдиле да је његова мајка имала кључ за откључавање његове психе”. Према изјави глумице Оливије де Хевиленд, „његова мајка је била централни лик. Увек сам имала осећај да са Џоном управљају вештице. Он је изгледао као да га прогони нешто деструктивно. Ако то није била његова мајка, то је онда била његова визија мајке”.
Као дете често је био болестан и био је третиран због болести срца и бубрега. Он се опоравио након што је дуже времена боловао у Аризони, и преселио се са својом мајком у Лос Анђелес, где је похађао средњу школу Линколн Хајхтс. Након две године напушта средњу школу, са жељом да постане професионални боксер, и са 15 година је већ био најбоље рангирани аматерски боксер лаке категорије у Калифорнији. Своју кратку боксерску каријеру завршава након што је сломлио нос. Затим се „уронио” у мноштво интересовања, укључујући апстрактно сликарство, балет, енглеску и француску књижевност, оперу, и јахање. Живећи у Лос Анђелесу постао је „опчињен” тадашњом филмском индустријом и покретним сликама, али само као посматрач. За Хјустона, „Чарли Чаплин је био божанство”.
Потом се вратио у Њујорк да би живио са својим оцем, који је тада наступао у Бродвејским продукцијама, а Џон је имао неколико мањих улога. Он се касније присећао да док је гледао пробе свог оца, фасцинирала га је механике глуме:
 Оно што сам научио тамо, током тих недеља проба, остало ми је у сећању до краја мог живота.
Након кратког периода појављивања на сцени, и након опоравка од операције, путовао је сам по Мексику. Током две године проведених тамо, између осталих авантура, добио је позицију јахача као почасни члан мексичке коњице. По повратку у Лос Анђелес, оженио је Дороти Харвеј дјевојку коју је познавао још из средње школе. Њихов брак је трајао само годину дана.

## Рана каријера као писац
Током свог боравка у Мексику, написао је комад „Франки и Џони”, на основу истоимене баладе. Након успешне продаје, схватио је да је писање привлачна каријера, те се посветио томе. Његово самопоуздање је порасло када је Х. Л. Менкен, уредник популарног часописа, American Mercury, купио две његове приче, „Будала” и "Фигуре ратника." У годинама које следе, његове приче и чланци појављују се у часописима: Esquire, Theatre Arts, и Њујорк тајмс. Једно време је такође радио за часопис Њујорк Графикс. Године 1931, када је имао 25 година, преселио се у Лос Анђелес с надом да пише за процвалу филмску индустрију, управо у време када неми филм бива замињењен са звучним, и када се јавила потражња за писцима. Осим тога, његов отац се већ раније био преселио у Лос Анђелес где је већ имао успеха у бројним филмовима.
Универсал Студиос га је ангажовао у оделу за сценарио, где је почео са писањем дијалога за велики број филмова из 1932, укључујући Убиства у улици Морг, Подељена кућа, и Ред и закон. У последња два филма глумио је његов отац, Волтер Хјустон. Осим тога, филм Подељења кућа режирао је Вилијам Вајлер, који је Хјустону пружио први прави „поглед изнутра” у процесу снимања филмова у свим њиховим фазама. Вајлер и Хјустон ће касније постати блиски пријатељи и сарадници у великом броју значајних филмова.
Током својих првих година као писац у Холивуду Хјустон је стекао репутацију „страственог пијанице”. Међутим, Хјустон описује те године као „низ несретних пустоловина и разочарења”. Његова кратка каријера као писац у Холивуду завршава се изненада након што је аутомобилом који је возио ударио и усмртио младу жену пешака. Био је ослобођен кривице налазом судског вештака, али инцидент га је оставио „трауматизованим”, те се преселио у Лондон и Париз, где је живео као „луталица”.
Након пет година 1937, 31-годишњи Хјустон се вратио у Холивуд у намери да постане „озбиљан писац”. Он је такође био у браку са Лесли Блек. Прво запослење добио је као сценариста за Ворнер брос студио, са дугорочним циљем да режира своје сценарије. Следеће четири године, био је коаутор сценарија за велике филмове као што су: Џезебел, Невероватни др. Клитерхаусе, Хуарес, Др. Ерлихов магични метак, и Наредник Јорк. Био је номинован за Оскара за његов сценарио за 'Ерлиха' и 'Наредника Јорка. Хјустон билежи да је 'Наредник Јорк', којег је режирао Хауард Хокс, „био један од најбољих филмова за Хауарда, а Гари Купер је тријумфовао у улози младог планинара.”
Хјустон је постао признати и цењени сценариста. Он је стекао је могућност да убеди Ворнере да му дају прилику да режира, под условом да његов сценарио такође постане хит. Хјустон пише:
 Они су ми угађали. Допадао им се мој рад као писац и желели су да ме задрже. Да сам хтео да режирам, они би ми то омогућили, а ако то и не би испало добро, не би били превише разочарани, јер је то требало да буде јако мали пројекат. 
Следећи сценарио на којем је радио био је Висока Сијера (1941), који је режирао Раул Волш. Филм је постао хит, што је била Хјустонова жеља. То је био филм о једном одбеглом гангстеру, што је била прва главна улога Хамфрија Богарта и начинио је од њега филмску звезду. Ворнери су се држали нагодбе, и дали су Хјустону слободан избор тема.

## Сценариста и режисер

### Малтешки соко (1941)
За свој први задатак као режисер, Хјустон је изабрао детективски трилер Дашијела Хаметa Малтешки соко (1941), филм чије су две раније верзије Ворнера подбациле на биоскопским благајнама. Међутим, руководилац студија Џек Ворнер одобрио је приступ Хјустона Хаметовом роману из 1930, што је уједно било испуњење његовог обећања Хјустону да изабере своју прву тему. Хјустон се држао тога да сценарио буде сличан роману, задржавајући већину Хаметових дијалога, а режирао је радњу тако да иде својим током, баш као и приповедање у књизи. Оно што је било необично у његовим припремама за свој први посао режије, је да је унапред скицирао сваки снимак крупног плана, укључујући и позиције камере, расвете и композицијског односа. Од велике користи му је био избор глумачке екипе, дајући Хамфрију Богарту главну улогу. Богарт је био задовољан са додељеном улогом, пошто је волео да ради са Хјустоном. Осим тога, у споредним улогама укључени су и други познати глумци: Мери Астор, Питер Лор, Сидни Гринстрит (његова прва филмска улога), и његов отац, Волтер Хјустон. Филм је, међутим, добио само мали буџет ранга Б-филма, и имао је минимални публицитет Ворнера, јер су имали ниска очекивања. Читав филм је снимљен у периоду од осам недеља за само 300.000 долара.
Након одушевљене реакције јавности и критике, Ворнери су били изненађени. Критичари су поздравили филм као „класични”, и до данас се тврди од стране многих да је то „најбоља детективска мелодрама икада снимљена”. Критичар Хералд Трибјуна Хауард Барнс оценио је филм „тријумфом”. Хјустон је поново добио номинацију за Оскара за сценарио. Након овог филма, он је од тада режирао све своје сценарије, осим једног, Три странца (1946).
Године 1942, режирао је још два хита, У овом нашем животу (1942), у којем глуми Бети Дејвис, и Преко Пацифика, још један трилер у којем глуми Хамфри Богарт.

### Године у Армији и Други светски рат
Године 1942, Хјустон је мобилисан од стране Америчке армије да би снимао филмове за Арми Сигнал Корпс. Док је носио униформу са чином капетана, режирао је и продуковао три филма које су неки критичари оценили као „једне од најбољих снимљених о Другом светском рату”: Извештај са Алеута (1943), о војницима који се припремају за борбени задатак; Битка код Сан Пјетра (1944), прича која је била цензурисана од стране Армије, а која говори о грешкама америчких обавјештајних служби, што је довело до многих погибија, и Нека буде светло (филм) (1945), о психолошким поремећајима ветерана, такође цензурисан 35 година, све до 1981. Добио је унапређење у чин мајора и одликовање Легија за заслуге за „храбар рад у борбеним околностима”. Упркос свему, сви његови филмови које је снимио за Армију били су „контроверзни”, цензурисани, и нису пуштани за слободно приказивање, јер су сматрани да би „деморализирали” војнике и јавност. Много година касније, након пресељавања у Ирску, његова кћер, глумица Анџелика Хјустон, сећала се да су „главни филмови које су гледали били ратни документарци”.
По повратку у Холивуд 1946. након што се рат завршио, био је косценариста на филму Странаћ', али му тај рад није био званично признат. Филм је режирао и продуковао Орсон Велс, који је уједно и глумео нацистичког ратног злочинца који је успео да се досели у Нову Енглеску под лажним именом.

### Благо Сијера Мадре (1948)
Његов следећи пројекат који је написао, режирао и у коме се накратко појавио као американац, од којег се тражи да „помогне америчком колеги којег је напустила срећа”, био је Благо Сијера Мадре (1948). То ће постати један од филмова који је утемељио његову репутацију водећег филмског ствараоца. Филм, у којем такође глуми Хамфри Богарт, прича је о три скитнице које се удружују у потрази за златом. Хјустон је дао споредну улогу свом оцу, Волтеру Хјустону.
Ворнер брос студио је у почетку био у недоумици шта да ради са филмом. Они су дозволили Хјустону да снима на локацији у Мексику, што је био „радикалан потез” за студио у то време. Такође су били свесни тога да је Хјустон градио репутацију „једног дивљег момка Холивуда”. У сваком случају, то се шефу студија Џеку Ворнеру у почетку није свиђало. Али све сумње Ворнера су се убрзо нестале, кад је филм стекао славу код јавности и критике. Холивудски писац Џејмс Аги назвао га је „једним од најлепших и визуелно најживљих филмова које је икада видео”. Тајм магазин га је описао као „једну од најбољих ствари које је Холивуод урадио још откад су филмови проговорили”. Хјустон је освојио Оскара за најбољу режију и најбољи адаптирани сценарио; његов отац освојио је Оскара за најбољу споредну мушку улогу. Филм је такође освојио и друге награде у САД и иностранству. Магазин Филмски коментар посветио је филму четири странице у свом издању из маја-јуна 1980, уз коментар аутора Ричарда Т. Џејмесона:
 Овај филм је импресионирао срце, ум и душу сваког ко га је видео и то у толикој мери да филмски ствараоци велике оригиналности и посебности као што су Роберт Алтман и Сем Пекинпо могу рећи да су урадили многе верзије изнова и изнова, ... а да нису угрозили његову јединственост. 
Такође 1948. режира свој наредни филм, Острво Ларго, опет са Хамфријем Богартом у главној улози. То је прича о разочараном ратном ветерану повратнику који се сукобљава са гангстерима на једном забаченом острву на Флориди. У филму се такође појављују Лорен Бакол, Клер Тревор и Едвард Џи Робинсон. Филм је адаптација позоришне представе Максвела Андерсона, а сам филм је за многе гледаоце изгледао претерано позоришно. Међутим, „изузетна глумачка екипа” спашава филм, и Клер Тревор осваја Оскар за најбољу глумицу у споредној улози. Хјустон је негодовао што је студио без његовог одобрења изрезао неколико сцена из коначног издања. Овај испад, заједно с још неким ранијим споровима, били су довољни да га разљуте, те је напустио студио по истеку уговора.